# Aerogem Aviation
Aerogem Aviation es una aerolínea de carga con base en Acra, Ghana. Efectúa vuelos de carga charter a todo el mundo. Sus principales bases de operaciones son el Aeropuerto Internacional Kotoka, en Acra y el Aeropuerto Internacional de Sharjah, Emiratos Árabes Unidos.

## Códigos
- Código ICAO: GCK[1]
- Callsign: AEROGEM

## Historia
La aerolínea fue fundada y comenzó a operar en 2000 como Aerogem Cargo utilizando un Boeing 707-320C alquilado. Cambió su nombre a Aerogem Aviation en octubre de 2004. Tiene 16 empleados (en marzo de 2007).

## Flota
La flota de Aerogem Cargo incluye los siguientes aviones (en marzo de 2007):
- 1 Boeing 707-320C

Dos Douglas DC-8-63F serán añadidos a la flota.